# Portsmouth (Dominica)

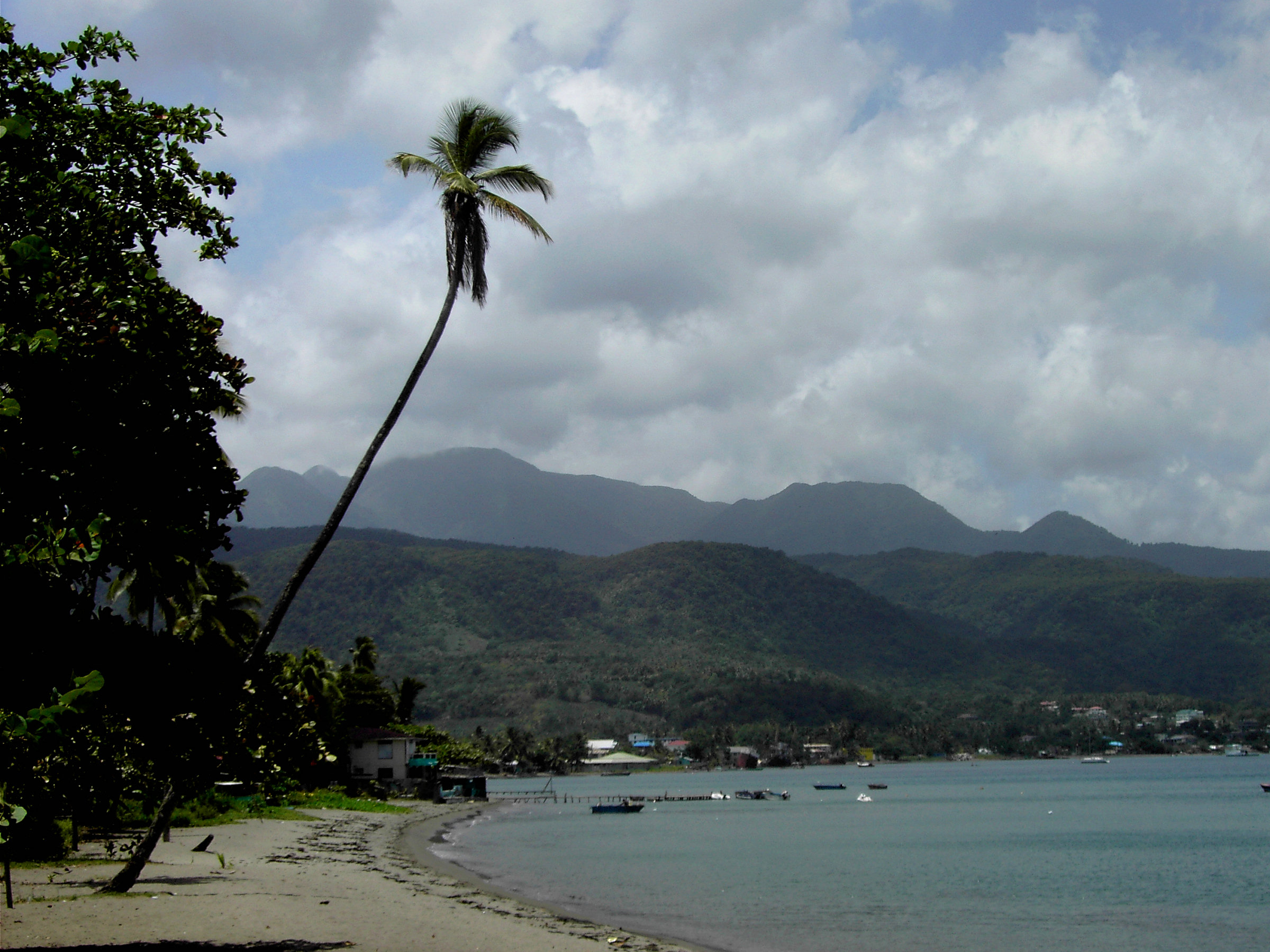
Vista da cidade

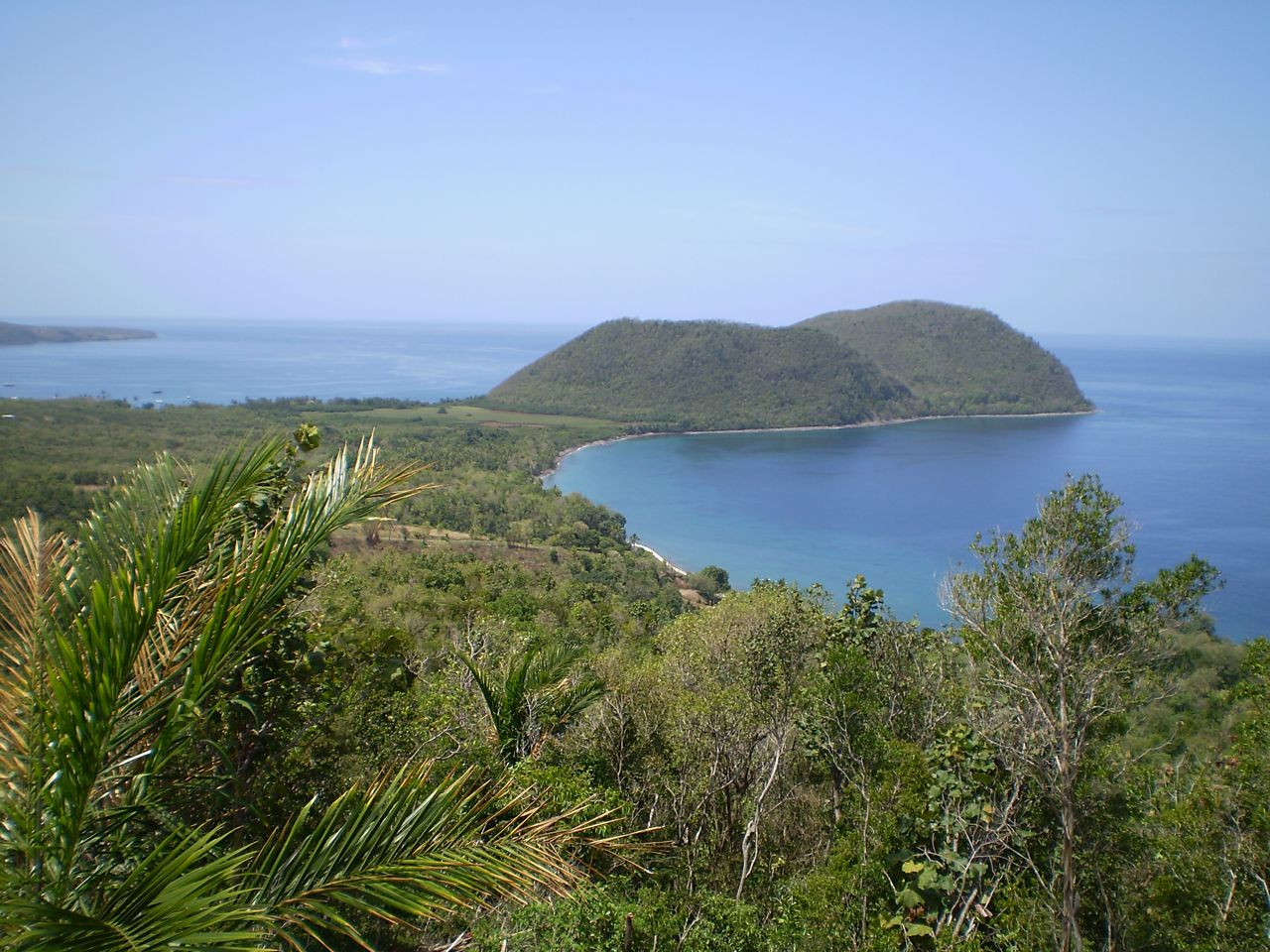
Cabrits peninsula

Portsmouth é uma cidade de Dominica localizada na paróquia de Saint John, às margens do Indian River, na costa noroeste da Ilha. Portsmouth é a segunda maior cidade da Ilha, com 2.977 habitantes.  O Cabrits National Park fica numa península ao norte da cidade e é uma área de proteção de florestas tropicais, corais e pântanos. Portsmouth tem seu próprio porto em Prince Rupert Bay.